# Juan Pablo Begazo
Juan Pablo Begazo (Camaná, 18 de mayo de 1988) es un futbolista peruano. Juega como guardameta y actualmente está sin equipo. 

## Trayectoria
En FBC Melgar y en UTC de Cajamarca jugó al lado del portero peruano José Carvallo, quien fue mundialista en la Copa Mundial de Fútbol de 2018.

## Clubes
| Club       | País | Año       |
| ---------- | ---- | --------- |
| FBC Melgar | Perú | 2006-2014 |
| UTC        | Perú | 2015-2017 |

## Palmarés
| Título                        | Club            | País | Año  |
| ----------------------------- | --------------- | ---- | ---- |
| Torneo de Promoción y Reserva | F. B. C. Melgar | Perú | 2014 |